# Yves de Bellême (évêque de Séez)
Pour les articles homonymes, voir Yves de Bellême.
Yves III de Bellême (Yvo) fut évêque de Sées (av.1035-v.1070) sous Guillaume le Conquérant, duc de Normandie.

## Famille
Yves est le fils de Guillaume Ier de Bellême, seigneur de Bellême et sire d'Alençon, et petit-fils d'Yves Ier, fondateur de la famille.
Il est le frère de Guérin, Robert et Guillaume II Talvas de Bellême et l'oncle d'Arnoul († v. 1047-1048) et de Mabile de Bellême, femme de Roger II de Montgommery.

## Biographie

### Accession à l'évêché
La date traditionnelle de l'accession à l'évêché de Sées par Yves est en 1032/1033. Gérard Louise propose quant à lui 1047/1048. Le dernier acte souscrit par Radbod date du 12 novembre 1032 tandis que la première mention fiable d'Yves est en 1046-1048. Selon G. Louise, il y a eu confusion entre Yves II, frère de Guillaume Ier et Yves III, le fils de Guillaume Ier.

### Le nouveau seigneur de Bellême
Il n'en reste pas moins un « évêque à l'ancienne mode », autrement dit un ecclésiastique un peu trop impliqué dans les affaires temporelles. Il rappelle en cela ses contemporains Odon de Bayeux et Geoffroy de Montbray.
Son accession à la seigneurie de Bellême est également obscure. Suivant les textes d'Orderic Vital, Yves évêque de Sées devient à la suite de la disparition de ses frères Guérin, Robert et Guillaume, seigneur de Bellême. Vers 1047-1048, il aurait soutenu la révolte d'Arnoul, contre son père Guillaume II Talvas, seigneur de Bellême. Finalement, ce dernier est vaincu et doit abandonner ses terres. La seigneurie est partagée entre Arnoul et son oncle Yves. Ce dernier obtient Bellême. Puis tout lorsque quelques années plus tard, vers 1048/1049, Arnoul est assassiné. Ce n'est qu'après la mort de son neveu Arnoul qu'Yves reçoit le château de Bellême. Toutefois, une partie de la seigneurie se trouve aux mains de Mathilde, sa nièce et épouse de Roger II de Montgommery.

### L'incendie de la cathédrale de Sées

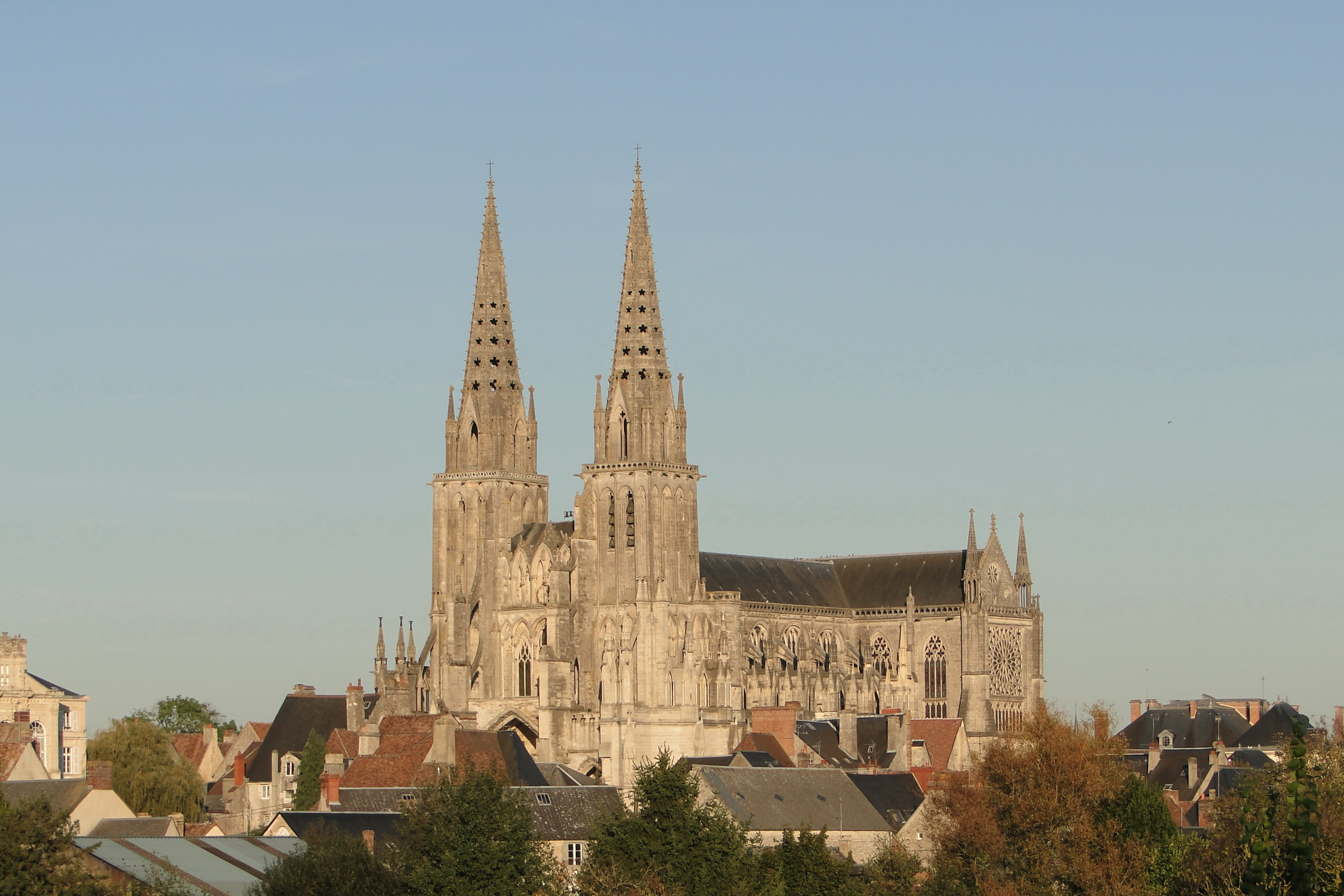
Vue de la cathédrale Notre-Dame de Sées.

En 1048, Guillaume Soreng et ses trois fils entrent en rébellion contre Yves. Ils seraient selon G. Louise des membres de la famille de Bellême, partisans de Guillaume II Talvas, face à Arnoul et Yves. Ils ont réuni une troupe de bandits qui a ravagé la région avant de s'emparer de Sées et sa cathédrale Saint-Gervais. Selon les mots d'Orderic Vital, ces hommes ont transformé la cathédrale en caverne de voleurs, en écurie pour les chevaux et en lupanar de prostituées. Yves doit donc mener un siège et tente de déloger ses adversaires réfugiés dans une tour. Il ordonne de mettre le feu aux maisons voisines mais le feu se propage et gagne la cathédrale qui se trouve en grande partie détruite.
La cathédrale trouve rapidement une nouvelle couverture et est dédicacée le 2 janvier 1049. Mais les murs, fragilisés par l'incendie, ne tiennent pas longtemps avant de céder.
Quand le 2 octobre 1049, le prélat assiste au concile de Reims, après avoir été présent à la dédicace de Saint-Rémi de Reims la veille, le pape Léon IX, très hostile aux Normands, s'en prend violemment à lui pour avoir incendié la cathédrale. En pénitence, Yves est contraint de la restaurer. Pour trouver les importantes ressources nécessaires au chantier, il quitte la Normandie et ose un voyage lointain en Méditerranée pour quêter en Apulie, et même à Constantinople, où sont installés de nombreux Normands enrichis. La période de son absence de Sées est comprise entre octobre 1049 et 1053. De son voyage, il ramène une somme considérable et une relique de la vraie Croix, don de l'empereur d'orient. Vers 1053, il commence le chantier de construction de la nouvelle cathédrale, mais ne verra pas sa fin. Sa consécration n'aura lieu qu'en 1126 sous l'épiscopat de Jean de Neuville.

### Fin de carrière

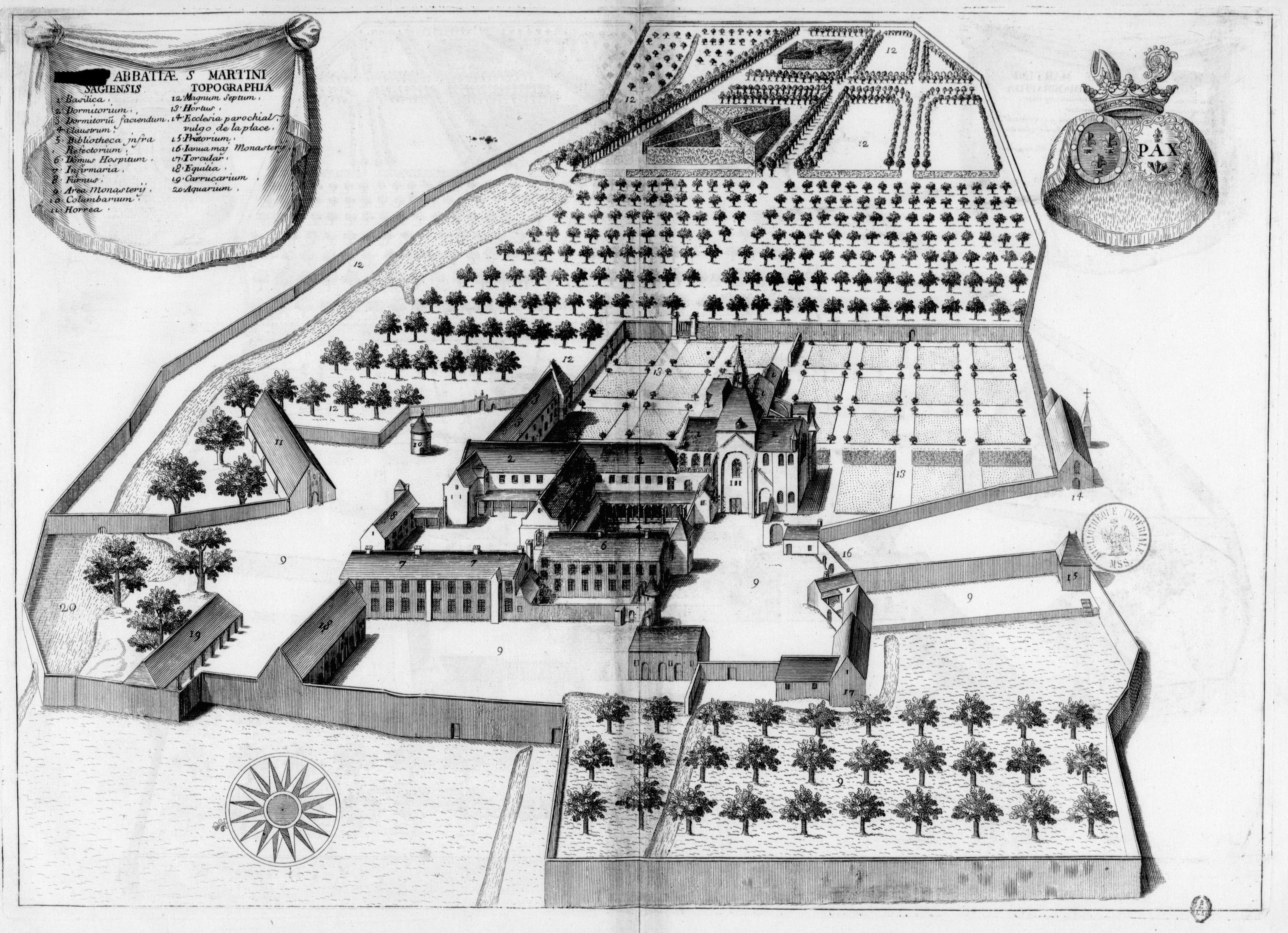
Planche gravée du XVIIe siècle représentant l'abbaye Saint-Martin de Sées, dans le livre Monasticon Gallicanum.

Joseph Decaëns suppose que c'est Yves qui serait à l'origine de la motte castrale de Sées. Elle aurait été élevée soit en 1048 lors de la rébellion des Sorengs, soit plus tard comme un facteur de sécurité pour le développement du bourg.
Vers 1060, il mène à bien la restauration du monastère Saint-Martin de Sées, en collaboration avec sa nièce Mabile de Bellême et son mari Roger II de Montgommery.
Il assiste en 1055 au concile de Lisieux, convoqué à l'initiative du duc Guillaume, qui dépose Mauger, archevêque de Rouen. En 1059, Yves préside la bénédiction de Robert de Grandmesnil à Saint-Évroult.

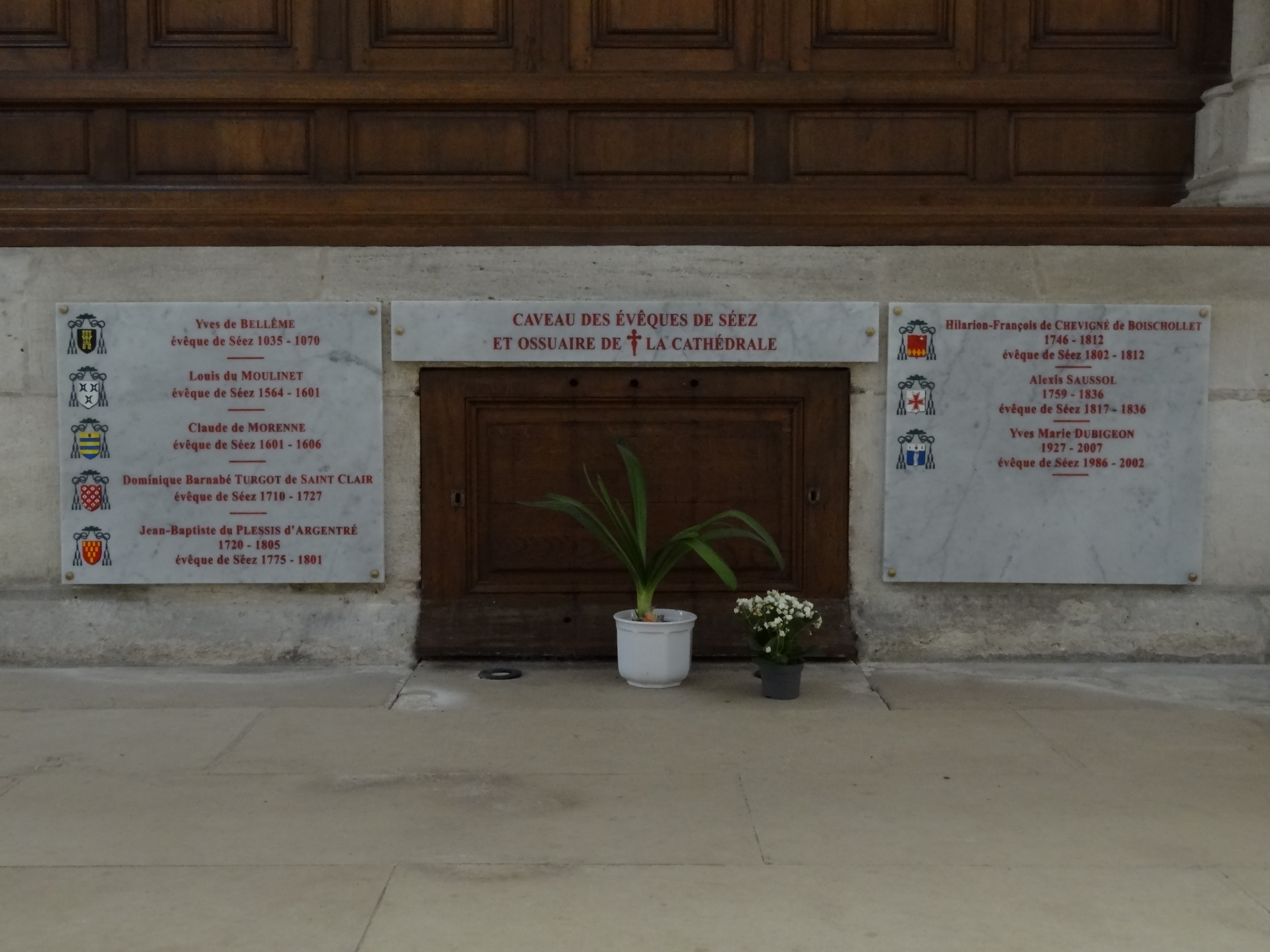
Vue de l'entrée du caveau des évêques de Séez dans la cathédrale Notre-Dame de Sées (Orne).

Il meurt le 12 ou 13 avril 1071 ou 1072 comme le suggère G. Louise, et inhumé dans le chœur de la cathédrale qui devait être achevé. Son sarcophage de pierre a été découvert en 1601 par l'abbé Blin. Sur son corps quasiment intact qui au contact de l'air s'est réduit en poussière se distinguait sa longue barbe. Il possédait une mitre, des mules épiscopales, une crosse de bois doré orné d'un écusson aux armes des Bellême (château crénelé d'or sur fond de sable). Ses restes se trouvent de nos jours dans le caveau des évêques sous le chœur de la cathédrale de Sées.

## Le portrait d'Orderic Vital
Le chroniqueur anglo-normand Orderic Vital brosse un portrait flatteur de ce personnage. Cette description positive tranche avec les autres membres de la famille de Bellême qui, sous la plume de Vital, cumulent tous les vices. Yves est présenté comme « grand et bien fait », « connaisseur dans les lettres », « pénétrant », « spirituel », « éloquent » et  « ami de la paix ».